# Ричи Валънс
Ричард Стивън Валенсуела (на английски: Richard Steven Valenzuela), известен като Ричи Валънс (Ritchie Valens), роден Ри́кардо Естебан Валенсуела Райес е американски певец и текстописец от мексикански произход, един от пионерите на рокендрола, първата мексикано-американска рокендрол звезда. Роден е в Пакойма, район на град Лос Анджелис. Неговата кариера продължава само осем месеца, но за това време той успява да създаде няколко хита, между които „Ла Бамба“ и „Дона“.
Умира при катастрофа с малък самолет в Айова на 3 февруари 1959 г. заедно с музикантите Бъди Холи, „Биг Бопър“ Джайлс Пери Ричардсън и пилота на самолета Роджър Артър Питърсън. Този ден се помни като „Денят, в който музиката умря“ (The Day the Music Died). През 2001 година е включен в залата на славата на рокендрола.